# It Had to Be You
It Had to Be You é o penúltimo da série de livros Gossip Girl, de Cecily von Ziegesar, baseada na vida dos estudantes de elite, ricos e nova-iorquinos, os livros são narrados por uma blogueira misteriosa, identificada apenas por "Gossip Girl". Foi lançado em 2 de outubro de 2007 nos Estados Unidos. O livro revela como Serena deixou a Constance Billard School for Girls depois de se apaixonar por Nate. A história também explora a obsessão de Blair com Audrey Hepburn, e como Nate ficou entre as melhores amigas Serena e Blair.

## Sinopse
Em It Had To Be You, explica muitos dos livros que foram criados durante os outros romances anteriores.
Como Serena van der Woodsen começou a se apaixonar por Nate e o que levou ao caso deles, e por que ela deixou a Constance Billard School for Girls. Quando Blair Waldorf começou a gostar de Audrey Hepburn e quando o pai dela deixou a mãe para outro homem, quando ela se apaixonou pela primeira vez por Nate, e o que a levou a ter bulimia. Quando Nate aprendeu a usar drogas. Como Vanessa entrou no cinema e quando raspou a cabeça para se certificar de que tinha pouco a ver com as meninas da escola. Jenny, antes de seu "surto de crescimento", entrou em ação. E, claro, quando Dan começou seu vício em cafeína e cigarros e quando escreveu seu primeiro poema. A identidade de Gossip Girl não é revelada porque uma nova série de spin-offs intitulada Gossip Girl: The Carlyles foi lançada em 6 de maio de 2008.